# 18880 Toddblumberg
Toddblumberg (asteróide 18880) é um asteróide da cintura principal, a 2,5906744 UA. Possui uma excentricidade de 0,1899066 e um período orbital de 2 088,88 dias (5,72 anos).
Toddblumberg tem uma velocidade orbital média de 16,65535468 km/s e uma inclinação de 9,65581º.
Este asteróide foi descoberto em 10 de Dezembro de 1999 por LINEAR.